# Baír Badiónov
Baír Dorzhíyevich Badiónov (en ruso: Баир Доржиевич Бадёнов; Zugalái, URSS, 28 de junio de 1976) es un deportista ruso que compitió en tiro con arco, en la modalidad de arco recurvo.
Participó en tres Juegos Olímpicos de Verano, entre los años 1996 y 2008, obteniendo una medalla de bronce en Pekín 2008, en la prueba individual, y el cuarto lugar en Sídney 2000 (equipo).
Ganó una medalla de plata en el Campeonato Mundial de Tiro con Arco en Sala de 2012, dos medallas en el Campeonato Europeo de Tiro con Arco al Aire Libre, en los años 1994 y 1996, y una medalla de plata en el Campeonato Europeo de Tiro con Arco en Sala de 2008.

## Palmarés internacional
| Juegos Olímpicos                 | Juegos Olímpicos           | Juegos Olímpicos  | Juegos Olímpicos |
| Año                              | Lugar                      | Medalla           | Prueba           |
| -------------------------------- | -------------------------- | ----------------- | ---------------- |
| 2008                             | Pekín (China)              | Medalla de bronce | Individual       |
| Campeonato Mundial en Sala       |                            |                   |                  |
| Año                              | Lugar                      | Medalla           | Prueba           |
| 2012                             | Las Vegas (Estados Unidos) | Medalla de plata  | Equipo           |
| Campeonato Europeo al Aire Libre |                            |                   |                  |
| Año                              | Lugar                      | Medalla           | Prueba           |
| 1994                             | Nymburk (República Checa)  | Medalla de plata  | Equipo           |
| 1996                             | Kranjska Gora (Eslovenia)  | Medalla de oro    | Equipo           |
| Campeonato Europeo en Sala       |                            |                   |                  |
| Año                              | Lugar                      | Medalla           | Prueba           |
| 2008                             | Turín (Italia)             | Medalla de plata  | Individual       |